# Jordi Solé i Ferrando
Jordi Solé i Ferrando (ur. 26 października 1976 w Caldes de Montbui) – hiszpański i kataloński polityk oraz samorządowiec, deputowany do Parlamentu Europejskiego VIII i IX kadencji.

## Życiorys
Absolwent nauk politycznych na Uniwersytecie Autonomicznym w Barcelonie. Odbył następnie studia europejskie na Europejskim Uniwersytecie Viadrina. Zaangażował się w działalność polityczną w ramach Republikańskiej Lewicy Katalonii, w której został m.in. zastępcą sekretarza generalnego do spraw międzynarodowych i instytucjonalnych.
Pracował w Brukseli jako doradca europosłów swojej partii, następnie jako doradca sekretarza ds. przemysłu i przedsiębiorczości w Generalitat de Catalunya. W 2007 wybrany na radnego i następnie alkada swojej rodzinnej miejscowości. W latach 2012–2015 zasiadał w katalońskim parlamencie, kierując w nim komisją spraw zagranicznych.
W wyborach europejskich w 2014 kandydował z trzeciego miejsca katalońskiej koalicji L’Esquerra pel Dret a Decidir skupionej wokół ERC. Mandat europosła objął w styczniu 2017, zastępując Ernesta Maragalla. Dołączył do frakcji Zielonych – Wolnego Sojuszu Europejskiego. W PE zasiadał do 2019.
W grudniu 2018 powołany na przewodniczącego Wolnego Sojuszu Europejskiego, pełnił tę funkcję do marca 2019. W lipcu 2020 ponownie wszedł w skład Europarlamentu, przypadł mu mandat poselski (formalnie ze skutkiem od stycznia 2020), którego został pozbawiony Oriol Junqueras.